# Freddy Rincón
Freddy Eusebio Rincón Valencia (* 14. August 1966 in Buenaventura; † 13. April 2022 in Cali) war ein kolumbianischer Fußballspieler und -trainer.

## Karriere
Der Mittelfeldspieler begann seine Karriere 1986 bei Atlético Buenaventura. Seine weiteren Stationen waren Santa Fe CD und América de Cali in Kolumbien, SSC Neapel in Italien, Real Madrid in Spanien sowie SE Palmeiras, FC Santos und Corinthians São Paulo in Brasilien.
Rincón absolvierte 84 Spiele für die kolumbianische Fußballnationalmannschaft und erzielte dabei 17 Tore. Er nahm an drei Weltmeisterschaften teil: 1990, 1994 und 1998. Zeitweilig war er auch Kapitän des Nationalteams. Seinen berühmtesten Treffer erzielte Freddy Rincón am 16. Juni 1990 im WM-Spiel gegen Deutschland, als er in der Nachspielzeit den Ball durch die Beine des deutschen Torhüters Bodo Illgner zum Endstand von 1:1 ins Tor schoss.
Nach dem Ende seiner aktiven Laufbahn gründete Freddy Rincón die Kaffeehauskette „Café Rincón“, die besonders in Brasilien aktiv ist. 2005 wurde er auf Empfehlung seines Freundes Vanderlei Luxemburgo zum Trainer des südbrasilianischen Vereins Iraty SC ernannt. Freddy Rincón wurde 2007 wegen Verdachts auf Geldwäsche und Drogenhandel verhaftet. Im April 2015 wurde vermeldet, dass Rincón von Interpol mit Haftbefehl gesucht wird. 2018 wurde Rincón von den Vorwürfen entlastet.
Rincón erlitt bei einem Verkehrsunfall am 11. April 2022 im Süden Calis unter anderem lebensgefährliche Kopfverletzungen. Er saß in einem Auto, das in einem Kreuzungsbereich mit einem Bus kollidierte. Am 13. April 2022 erlag er im Krankenhaus seinen schweren Verletzungen.
Sein Sohn Sebastián Rincón (* 1994) ist ebenfalls Fußballspieler.

## Erfolge
Independiente Santa Fe
- Copa Colombia: 1989

América de Cali
- Categoría Primera A: 1990, 1992

Palmeiras
- Staatsmeisterschaft von São Paulo: 1994
- Campeonato Brasileiro de Futebol: 1994

Corinthians
- Campeonato Brasileiro de Futebol: 1998, 1999
- Staatsmeisterschaft von São Paulo: 1999
- FIFA-Klub-Weltmeisterschaft: 2000

## Auszeichnungen
- Bola de Prata: 1999